# Robert E. Hecht
Robert E. Hecht (Robert Emmanuel „Bob“ Hecht, Jr.; * 3. Juni 1919 in Baltimore; † 8. Februar 2012 in Paris) war ein US-amerikanischer Kunsthändler, der in den illegalen Handel mit antiken Objekten verwickelt war.
Der Erbe des Kaufhauskonzerns Hecht’s studierte zunächst am Haverford College bis 1941 und diente dann im Zweiten Weltkrieg als Offizier. Nach dem Krieg studierte er ein Jahr an der Universität Zürich Klassische Archäologie, bevor er mit einem Stipendium an die American Academy in Rome in Rom ging (1947–1949). Nachdem er in den 1950er Jahren seine Firma Hesperia in Baltimore betrieb, ließ er sich in Rom nieder und wurde zu einem der führenden Antikenhändler. Sein berühmtestes Verkaufsobjekt war der Euphronioskrater, den er an das Metropolitan Museum of Art in New York verkaufte.

## Ermittlungen
Im Zuge von Ermittlungen gegen den Antikenhändler Giacomo Medici durchsuchten Behörden im Jahr 2000 auch Gebäude, die Robert Hecht zugeordnet wurden. Bei den Durchsuchungen wurden bei Hecht und anderen Händlern Polaroid-Fotos zahlreicher antiker Objekte sichergestellt, die Gegenstände im Kontext ihrer Bergung bei vermeintlichen Raubgrabungen zeigen. Ein 2005 gegen Hecht begonnener Gerichtsprozess endete nach italienischem Recht wegen Verjährung. Mehrere antike Objekte, mit denen Hecht gehandelt hatte, wurden als Folge der Ermittlungen später an Italien zurückgegeben.

## Veröffentlichungen
- A colossal head of Polyphemos. In: Memoirs of the American Academy in Rome. Bd. 24, 1956, S. 135–145, doi:10.2307/4238641.
- Some coins of Asia Minor in Boston. In: Numismatic Chronicle. Series 7, Bd. 4, 1964, S. 159–168, JSTOR:42662592.